# Cyrenius Hall
Cyrenius Hall (Blue Earth, Minesota, 20 de marzo de 1830 - Chicago, 1896) fue un pintor estadounidense.

## Biografía
A mediados del siglo XIX, Hall se estableció en San Francisco, California. En viajó a América del Sur, viviendo en Lima y Santiago de Chile. La guerra hispano-sudamericana de 1864 a 1866 le obligó a regresar a EE. UU. Poco después radicó en Inglaterra, Francia y Alemania. Finalmente regresó a su país natal, fijando su residencia en Chicago, donde murió en 1896.

## Obra
Hall expuso en la Academia Nacional de Diseño de Estados Unudos, en 1873. Sus pinturas están incluidas en la Chicago Historical Society y la Sociedad Histórica de Kansas. Su obra más destacada es el retrato del jefe indio Joseph, que se exhibe en la Portrait National Gallery de Washington. En 1968 se realizó un sello estadounidense de esta pintura.
En 2013, el Museo de Arte de Lima adquirió en subasta View of Peru, un paisaje de la campiña limeña realizado en 1861.

## Galería

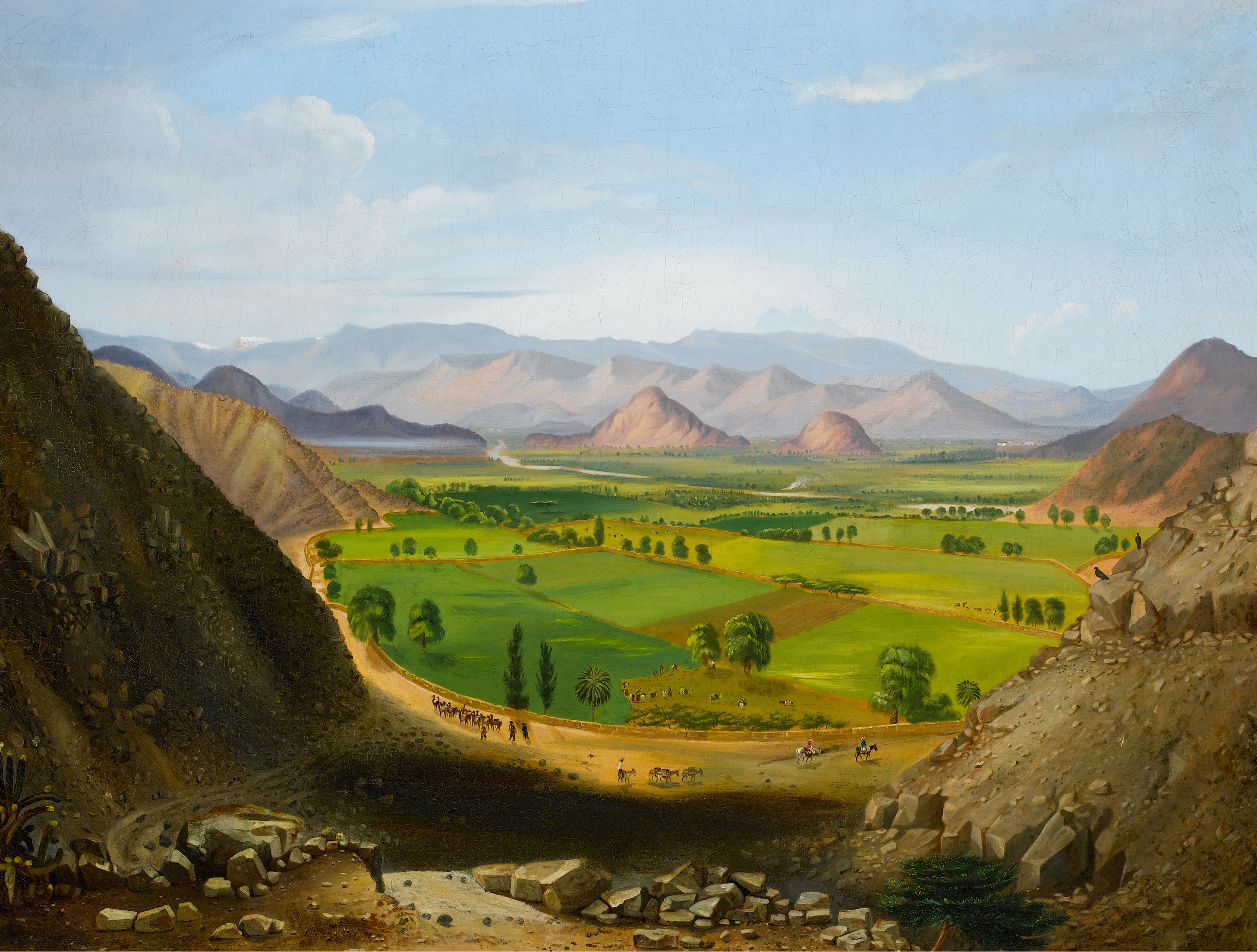
View of Peru (1861)
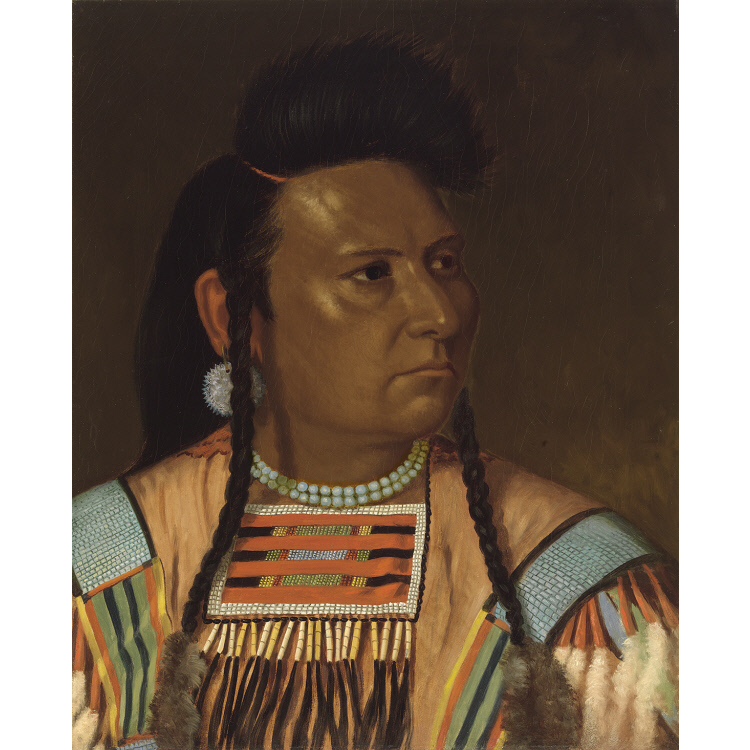
Chief Joseph (1878)